# 이상훈 (1970년)
이상훈(李尙勳, 1970년 3월 11일 - )은 전 KBO 리그 LG 트윈스의 투수이자 현 야구 해설가로 현재 MBC 스포츠플러스 야구 해설위원을 맡고 있다.

## 선수 시절

### 아마추어 시절
고려대 4학년 시절 성균관대 타자들을 상대로 14타자 연속 탈삼진 신기록을 세웠다.

### 한국 프로야구 시절

#### LG 트윈스시절
1993년에 1차 지명을 받고 입단하였다. 1994년에 18선발승(최다)으로 팀의 우승을 이끌었으나 최다승 이외의 타이틀을 획득하지 못해 정규시즌 MVP 경쟁에서 탈락했다.
1995년에 KBO 리그 역사상 유일하게 국내 좌완 20승 투수가 됐지만 9월 부진과 포스트시즌에서의 부진 탓인지 정규시즌 MVP 경쟁에서 밀려났으나 그 해 투수 부문 골든 글러브를 받았다(2014년 밴 헤켄, 2017년 양현종이 그 기록 타이를 이루었으며 밴 헤켄 양현종 외에도 1985년 김일융이 거둔 단일 시즌 좌완 선발 최다 승 기록과 타이).
1996년에 손가락 혈행 장애와 척추 분리증으로 인해 마무리로 보직을 변경했다.
1997년에 37세이브로 당시 KBO 리그 세이브 신기록을 세웠다.
1997년 말 해외 진출을 선언하여 메이저 리그 사무국에 포스팅 공시를 신청했으나, 최고 응찰액이 60만 달러(약 6억 5,000만원)에 그치며 메이저 리그 진출을 포기했다.

### 일본 프로 야구시절

#### 주니치 드래건스시절
메이저 리그 진출이 좌절되자 이를 철회하고 일본 프로 야구로 눈을 돌린 그는 1998년 4월 14일 LG 트윈스와 일본 프로 야구 센트럴 리그 팀 주니치 드래건스 간의 임대 계약 협상을 통해 이적해 1999년까지 활동했다. 당시 등록명은 그의 별명을 딴 '삼손 리'(Samson Lee)였다.

### 미국 프로야구 시절

#### 보스턴 레드삭스시절
2000년부터 2001년까지 메이저 리그 보스턴 레드삭스의 산하 마이너 리그 팀인 포터킷 레드삭스에서 주로 활동했다. 메이저 리그에는 9경기를 등판했다.

### 한국 프로야구 복귀

#### LG 트윈스복귀
2002년 초 오클랜드 애슬레틱스 산하 마이너 리그 팀인 새크라멘토 리버 캣츠로 이적했으나, 그 해 4월에 방출되었다. 방출 후 한국 복귀 의사를 전했고, 당시 LG 트윈스 감독이었던 김성근이 받아들였다. 그리고 2002년 5월 18일 KIA전을 통해 복귀했다. 그 해 부산 아시안 게임에 참가해 금메달을 획득했다. 2002년 한국시리즈 6차전에서 이승엽에게 동점 3점 홈런을 허용하며 블론 세이브를 기록했고, 이로 인해 한국시리즈 준우승에 머무르는데 빌미를 제공했다.

#### SK 와이번스시절
그럼에도 2003년에 30세이브를 거두면서 마무리로 굳건했던 그는 당시 감독이었던 이순철과의 갈등으로 시즌 직전인 2004년 1월 14일 외야수 양현석과 투수 오승준을 상대로 SK 와이번스에 트레이드되었다. 그러나 성적 부진에 빠진 그는 승리 없이 3패, 3세이브, 5점대 평균자책점을 기록하고 심리적인 부담으로 2군에 내려간 후, 그 해 6월 2일 당시 감독이었던 조범현에게 은퇴 의사를 밝혔다.

## 야구선수 은퇴 후

### 가수 시절
은퇴 후에는 로커로 데뷔하였고, 미용실을 운영하면서 한때 야구와 거리를 두게 되었다. 2004년 록 밴드 '왓!'을 통해 가수로 정식 데뷔했다. 2010년 10월 3일 록 페스티벌 공연 중에, 이명박 당시 대통령을 비난하는 발언을 해 공연이 중단됐다는 주장이 제기되며 논란이 일었다. 2009년에는 게임사가 온라인 야구 게임에서 자신의 이름을 가진 캐릭터를 무단으로 사용하고 있다는 사실을 알게 되자, 은퇴 선수의 퍼블리시티권 문제를 공론화하는 등, 은퇴 선수의 권리 사수에도 주력했다.

### 코치 시절
2009년 7월에는 LG 트윈스의 프런트로부터 코치 제의설이 들렸으나 무산됐고, 거기에 자신의 인격권과 퍼블리시티권을 구단에서 무단 도용했다며 2010년 4월에 LG 트윈스의 팬 게시판에 올려 파문을 크게 일으켰다. 아직까지 그를 잊지 못한 LG 트윈스 팬들은 잠실 더비 때 구단에 항의하는 뜻으로 그를 응원하는 현수막을 올리는 등, 팬들 사이에서도 큰 파장이 일었다. 현수막 사건 이후 그는 한 발 물러섰고, 팬들에게는 현수막을 내리라는 뜻을 전한 후 구단과의 종전을 선언했다. 그럼에도 야구에 손을 놓지 않았던 그는 LG 시절 함께했던 투수 출신인 전승남과 함께 2011년 경기도 하남시 초이동에 야구 클리닉을 오픈하여 운영했다. 이후 LG 복귀 때 함께했던 당시 감독이었던 김성근의 부름을 받아 2012년 11월 6일에 고양 원더스의 투수코치로 부임하며 8년 만에 야구계에 복귀했다. 고양 원더스 해체 후 한화 이글스의 코치로 이동한다는 이야기가 있었으나, 사실이 아닌 것으로 밝혀졌다. 그리고 두산 베어스에 갓 취임한 김태형 감독의 부름을 받아 두산 베어스의 2군 투수코치로 선임됐다. "좌완 투수 불모지"라고 불렸던 두산 베어스에서 한 명이라도 쓸 만한 좌완 투수를 육성하기 위하여 그를 불러들였으며, 투수코치로 두산 베어스 팬들에게 좋은 평가를 받았다. 2015 시즌 후 LG 트윈스의 부름을 받아 정식으로 코치 계약을 맺고 친정 팀에 복귀했다. 유망주 투수들의 체계적인 성장을 돕기 위해 LG 트윈스 구단 자체에서 이천 2군에 개설한 피칭 아카데미의 초대 원장을 맡았다.

### 해설자
2018시즌이 끝나고 LG 트윈스의 피칭 아카데미가 사라지고 이상훈 코치도 사임을 한 후에 2019년 시즌부터 MBC 스포츠플러스의 야구해설위원으로 변신했다. 또한 코치 사임 이후 차명석 LG 단장이 47번을 비워 놓을테니 언제든 기다리겠다고 밝혔다.

## 별명
긴 머리와 역동적인 투구폼 때문에 '야생마'라고 불린다.

## 등번호
- '47' - (1993년 ~ 1997년, 2002년 ~ 2004년, 2016년 ~ 2018년 LG 트윈스, SK 와이번스 / 2013년 ~ 2014년 고양 원더스)
- '17' - (1998년 ~ 1999년 주니치 드래건스)
- '40' - (2000년 보스턴 레드삭스)
- '85' - (2015년 두산 베어스)

## 출신 학교
- 서울신길초등학교
- 강남중학교
- 서울고등학교
- 고려대학교

## 여담
처남이 속사포 래퍼인 아웃사이더라고 한다. 
 두 사람은 장르가 다르지만 같은 음악인으로 나란히 활동한 적이 있으며, 아웃사이더가 LG Twins 응원가 중 한 곡인 엘(L)팬의 북소리를 만들어서 헌정했을 정도로 LG Twins의 열렬한 팬이라고 한다.

## 통산 기록
| 연 도          | 소 속          | 나 이          | 승 리 | 패 전 | 승 률 | 평 자 책 | 출 장 | 선 발 | 완 투 | 완 봉 | 세 이 브 | 홀 드 | 이 닝 | 피 안 타 | 피 홈 런 | 볼 넷 | 고 4 | 탈 삼 진 | 몸 맞 | 보 크 | 폭 투 | 실 점 | 자 책 | 타 자 수 | W H I P |
| -------------- | -------------- | -------------- | ----- | ----- | ----- | -------- | ----- | ----- | ----- | ----- | -------- | ----- | ----- | -------- | -------- | ----- | ---- | -------- | ----- | ----- | ----- | ----- | ----- | -------- | ------- |
| 1993           | LG             | 23             | 9     | 9     | .500  | 3.76     | 28    | 24    | 7     | 3     | 0        | 0     | 150.2 | 129      | 10       | 75    | 1    | 131      | 3     | 2     | 3     | 65    | 63    | 635      | 1.35    |
| 1994           | LG             | 24             | 18    | 8     | .692  | 2.47     | 27    | 27    | 6     | 2     | 0        | 0     | 189.2 | 140      | 9        | 57    | 1    | 148      | 1     | 2     | 2     | 58    | 52    | 754      | 1.04    |
| 1995           | LG             | 25             | 20    | 5     | .800  | 2.01     | 30    | 29    | 12    | 3     | 0        | 0     | 228.1 | 150      | 12       | 48    | 1    | 142      | 3     | 2     | 4     | 61    | 51    | 867      | 0.87    |
| 1996           | LG             | 26             | 3     | 3     | .500  | 2.54     | 41    | 4     | 0     | 0     | 10       | 0     | 99.1  | 70       | 8        | 37    | 4    | 95       | 5     | 1     | 2     | 32    | 28    | 401      | 1.08    |
| 1997           | LG             | 27             | 10    | 6     | .625  | 2.11     | 57    | 0     | 0     | 0     | 37       | 0     | 85.1  | 56       | 6        | 25    | 5    | 103      | 2     | 0     | 0     | 23    | 20    | 336      | 0.95    |
| 1998           | 주니치         | 28             | 1     | 0     | 1.000 | 4.68     | 11    | 5     | 0     | 0     | 0        | 0     | 32.2  | 32       | 6        | 12    | 0    | 33       | 1     | 1     | 0     | 22    | 17    | 143      | 1.35    |
| 1999           | 주니치         | 29             | 6     | 5     | .545  | 2.83     | 36    | 11    | 2     | 0     | 3        | 0     | 95.1  | 75       | 8        | 30    | 1    | 65       | 4     | 1     | 2     | 30    | 30    | 377      | 1.10    |
| 2000           | BOS            | 30             | 0     | 0     | ----  | 3.09     | 9     | 0     | 0     | 0     | 0        | 0     | 11.2  | 11       | 2        | 4     | 0    | 6        | 2     | 0     | 0     | 4     | 4     | 49       | 1.29    |
| 2002           | LG             | 32             | 7     | 2     | .778  | 1.68     | 52    | 0     | 0     | 0     | 18       | 0     | 85.2  | 53       | 8        | 30    | 9    | 92       | 3     | 0     | 2     | 18    | 16    | 343      | 0.97    |
| 2003           | LG             | 33             | 4     | 4     | .500  | 3.34     | 55    | 0     | 0     | 0     | 30       | 0     | 56.2  | 42       | 4        | 21    | 4    | 55       | 0     | 0     | 1     | 22    | 21    | 233      | 1.11    |
| 2004           | SK             | 34             | 0     | 3     | .000  | 5.14     | 18    | 0     | 0     | 0     | 3        | 1     | 14.0  | 11       | 2        | 9     | 1    | 15       | 0     | 0     | 0     | 8     | 8     | 61       | 1.43    |
| KBO 통산 : 8년 | KBO 통산 : 8년 | KBO 통산 : 8년 | 71    | 40    | .640  | 2.56     | 308   | 84    | 25    | 8     | 98       | 1     | 909.2 | 651      | 59       | 302   | 26   | 781      | 23    | 7     | 14    | 287   | 259   | 3630     | 1.05    |
| NPB 통산 : 2년 | NPB 통산 : 2년 | NPB 통산 : 2년 | 7     | 5     | .583  | 3.30     | 47    | 14    | 2     | 0     | 3        | 0     | 128.0 | 107      | 14       | 42    | 1    | 98       | 5     | 2     | 2     | 52    | 47    | 520      | 1.16    |
| MLB 통산 : 1년 | MLB 통산 : 1년 | MLB 통산 : 1년 | 0     | 0     | ----  | 3.09     | 9     | 0     | 0     | 0     | 0        | 0     | 11.2  | 11       | 2        | 4     | 0    | 6        | 2     | 0     | 0     | 4     | 4     | 49       | 1.29    |

- 시즌 기록 중 굵은 글씨는 해당 시즌 리그 최고 기록

## 같이 보기
- 대한민국 출신 메이저 리그 베이스볼 선수 목록